# Bohdanivka, Domanivka
Bohdanivka (în ucraineană Богданівка) este localitatea de reședință a comunei Bohdanivka din raionul Domanivka, regiunea Mîkolaiiv, Ucraina.

## Demografie
Componența lingvistică a localității Bohdanivka
     Ucraineană (95,16%)
     Rusă (2,5%)
     Română (1,2%)
     Alte limbi (0,11%)
Conform recensământului din 2001, majoritatea populației localității Bohdanivka era vorbitoare de ucraineană (95,16%), existând în minoritate și vorbitori de rusă (2,5%) și română (1,2%).